# Овсюки
Овсюки́ — село в Україні, у Лубенському районі Полтавської області. Населення становить 809 осіб. Входить до складу Гребінківської міської громади.

## Географія
Село Овсюки знаходиться на правому березі річки Гнила Оржиця, вище за течією на відстані 1,5 км розташоване село Покровщина, нижче за течією на відстані 5 км розташоване село Яблуневе, на протилежному березі - села Горби і Рудка. По селу протікає пересихаючий струмок з загатою.

## Історія
З ІСТОРІЇ СЕЛА ОВСЮКИ
Єдине  на Гребінківщині козацького походження село Овсюки,так само як і не козацькі села Короваї і Кулаженці,було уже позначено на карті Боплана,складеній ще в 1650 році.По ревізії(перепису)1721 року в Овсюках значилось(тільки чоловічої статі)”Козаків можніх-26,збіднілих козаків-2,посполитих(селян)достатніх-8,бобилів(одиноких,які не мали земельних наділів)-14.
В 1871 році в селі було хат:71,що належили виборним козакам,44-козакам підпомічникам(збіднілому прошарку козацтва,який не міг себе забезпечити необхідним військовим спорядженням,вони допомагали виборним козакам вести військову службу),37-посполитих селян.
У 1863 році тут було 188 дворів,в яких проживало 667 душ чоловічої статі,і 695 жіночої(разом це-1362 душі).
  У 1910 році в селі налічувалось 362 господарстви,в тому числі:козацьких-270,селянських-77,інших-15.Кількість населення 2230 душ(!).
Було декілька дворянських сімей:Ворони,Жолобецьких-внуків, Чевельч̀ів,Чернишів,козацького походження,які вислужили дворянство у місцевих закладах. Про це свідчать їхні вуличні прізвиська,наприклад:”секретаренки”.
  У цьому ж 1910 році  в хуторі Окопи,що був при Овсюках налічувалось 10 господарств з населенням 77 душ обох статей.Як відмічав історик В.Милорадович,народ в Овсюках красивий,з темним волоссям і очима,але схильні до суперечок,не поступливий та гордовитий.
Козаки назмвали селян мужиками.Одяг носили красивий:корткі корсетки,темних кольорів до 3-12 вусів,з зеленою тясьмою,ватняки і ватжулі довгі і темні”.
У 1904 році В.Милорадович із розповідей старожил записав:
“У старину був чоловік Овсюк, і по йому становилися Овсюки. Років 300 селу. В старовину набіги селян були: народ вийде жати-ставить віху на могилі. Як той віху похилив, люди тікають на село. Котре не втече, так у полон забирали”. Село до 1803 року  відносилось до Пирятинського повіту, а після 1803 року — до Лубенського, після 1935-до Гребінківського району. В.Милорадович описував село: ”Посередині села на вздовж тягнеться вузький вигін. На північ від нього до річки прилягає куток Заяр'я, віддалений від села яром, житло козаків Шевченків. Далі паралельно йдуть два кутки: Лисокобилки, населені казенними селянами (це ці що працювали не на поміщика, а на державні землі),та Жаданівка, розташована на широкій вулиці від річки, житло Галаганів, прийшлих з із погребів, Пиртянського повіту, Жаданів, та Карпенків.
Ще далі овалом вздовж річки, яка в цьому місті називається Чевельчею, розташований куток того ж імені, населений козаками Чевельчами, очевидно з Денисівської Чевельчі (нинішнього Орижицького району).
Поряд з Чевельчою-Плисівщина, житло Плисів, за нею Басівщина-житло Басів, та Жолобецьких-внуків які відтіль з Польщі прийшли. Від Басівщини осібний провулок веде до чотирикутного поселення  серед вигону-дворян Жолобецьких, внуків.
  За Басівщиною лежить Рубанівщина, населена Рубанами, і далі Натягайлівка-поселення в полі, зайняте іншими козаками.
На південь від вигону біля поля розмістились три кутки: Кашпурівщина, це з боку Яблунева-житло Кашпурів,Холошівщина-житло Холошів, та Андрушівщина,на якій раніше жив поміщик Андре, а після його смерті куток цей залишився за селянами Терещенками і Яромленками. У центрі села стоїть третя за рахунком Троїцька  церква. Перша маленька побудована 1732 року (першим священником у Овсюках був Стефан Ворона), вкрита гонтом (дранкою, дошками з пазами); друга була побудована в 1827 році, іконостас з якої було поставлено з притворнової церкви побудованої 1978 році. Звертає на себе увагу патріархальна дбайливість  прихожанок, які повісили на ікони стрічки, намисто і рушники.
Овсюки було заможним селом: дві козацькі сім’ї мали 60 десятин землі, деякі по 20 десятин, більшість по 3-4 десятини, безземельних — лише декілька пришельців”.
Ось така багатовікова історія нашого села.
В цих історичних переказах збережено лексику того часу. Село засноване на початку 17 століття двома козаками — братами Овсюками (звідки й назва). На відміну від сусідніх сіл (так званих «панських»), Овсюки були селом козацьким. До 1930-х років налічувало близько 1000 дворів (5-6 тис. людей).
20 лютого 1881 року розпорядженням Полтавської єпархії було висловлено подяку козакам с. Овсюків Лубенського повіту - Чевельчі Володимиру та Чевельчі Семену за здійснення значної пожертви у понад 100 рублів сріблом на Овсюківську церкву.

## Інфраструктура
У селі є православна церква, школа, дитячий садок, будинок культури, магазини, фельдшерсько-акушерський пункт, аптека, стадіон. Газифіковане, є водогін. Є не дуже хороше,по розкладу,та періодичності,автобусне сполучення до центру громади міста Гребінка.

## Пам'ятки
У селі розташована пам'ятка природи — ботанічний заказник Плисів Яр.

## Відомі уродженці
- Михайловський Петро Іванович (2 липня 1897 — 1963) — український інженер-геодезист, кандидат технічних наук, доцент Київського національного університету імені Тараса Шевченка.

## Галерея

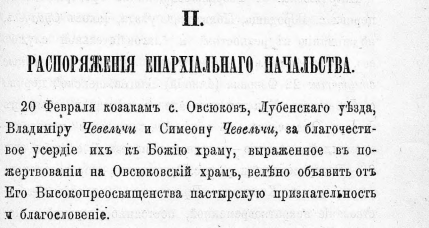
Про подяку овсюківським козакам Чевельчі Володимиру та Семену у 1881 році

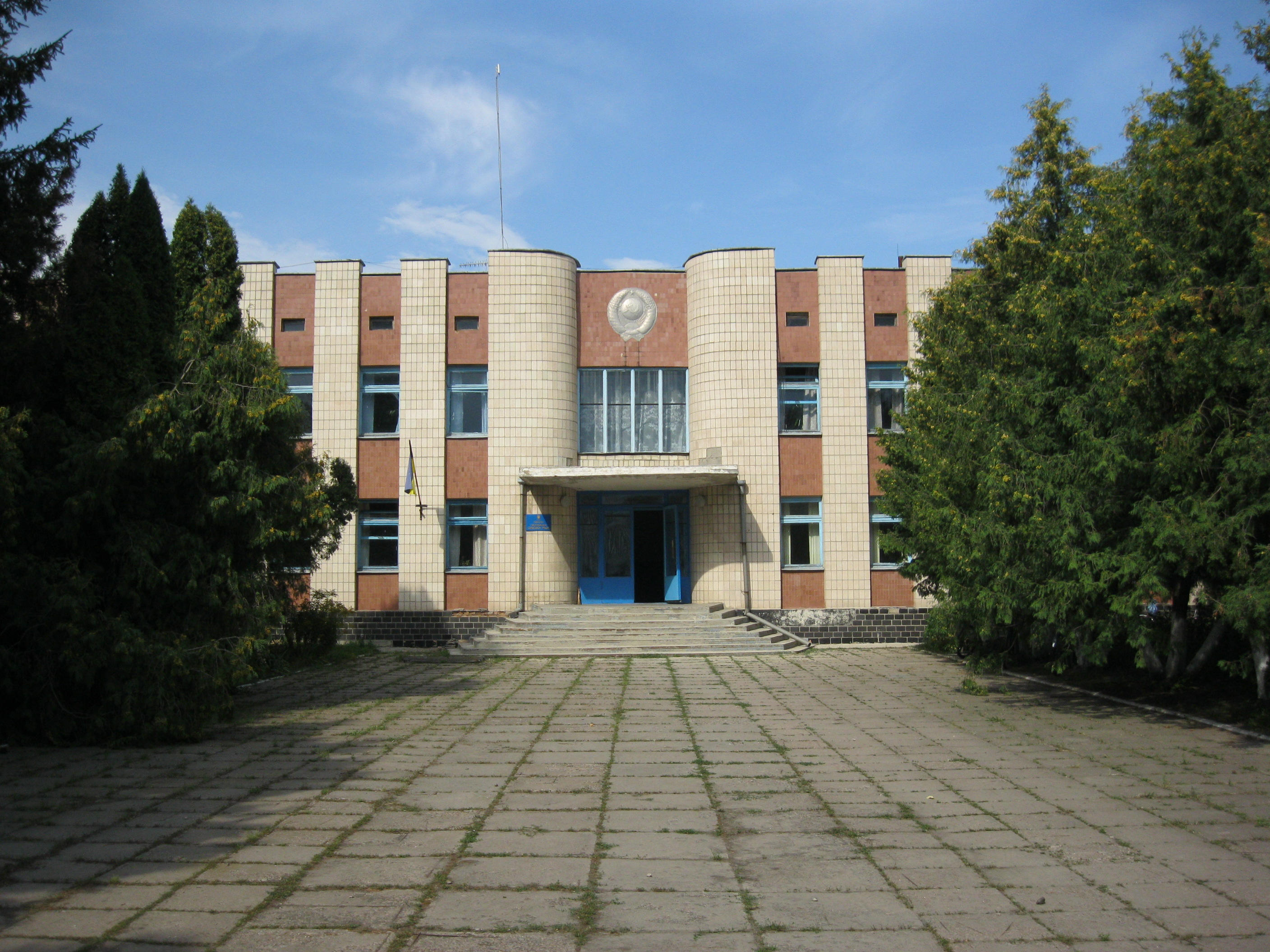
Приміщення сільської ради
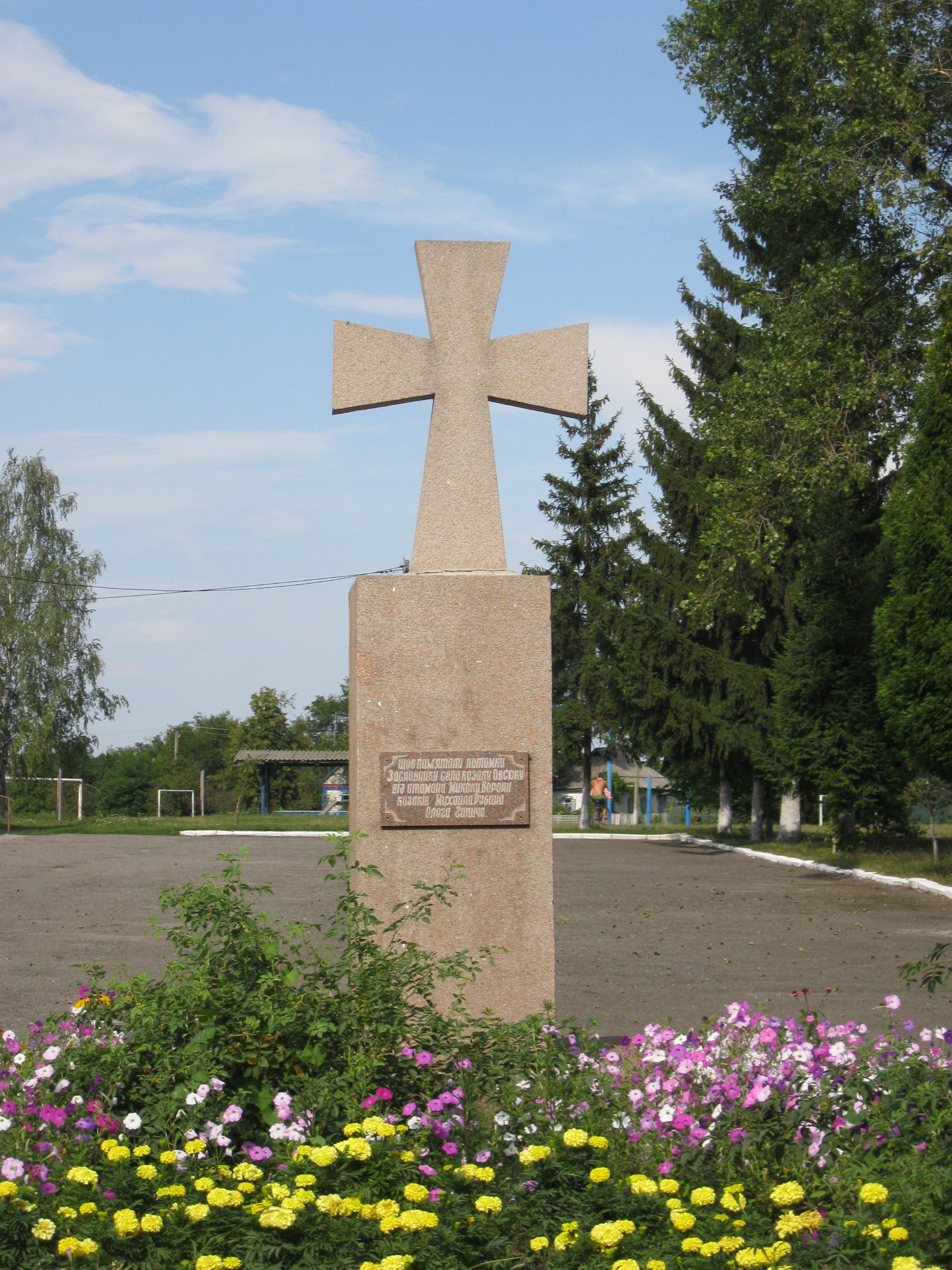
Пам’ятний хрест засновнику села
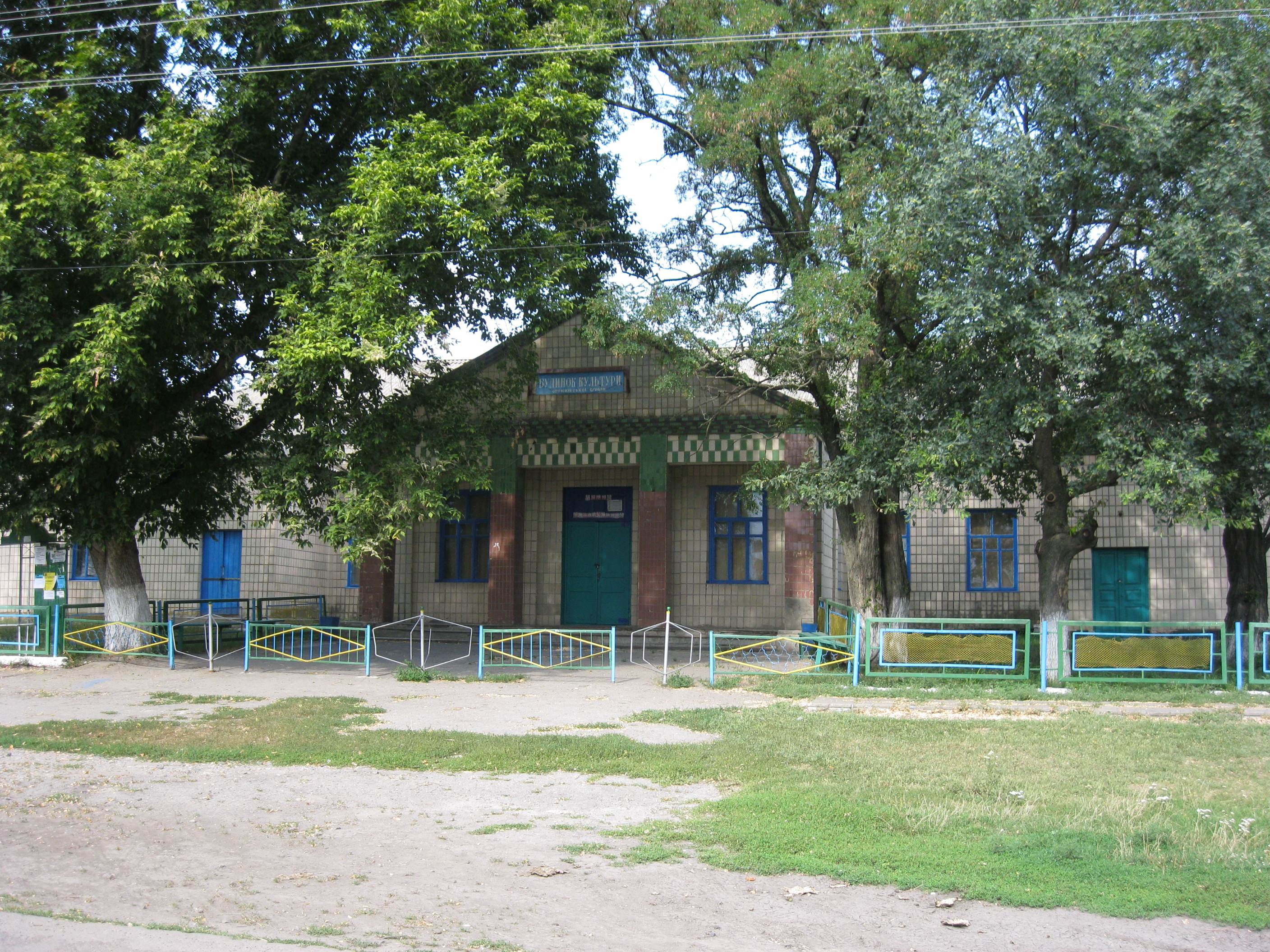
Клуб
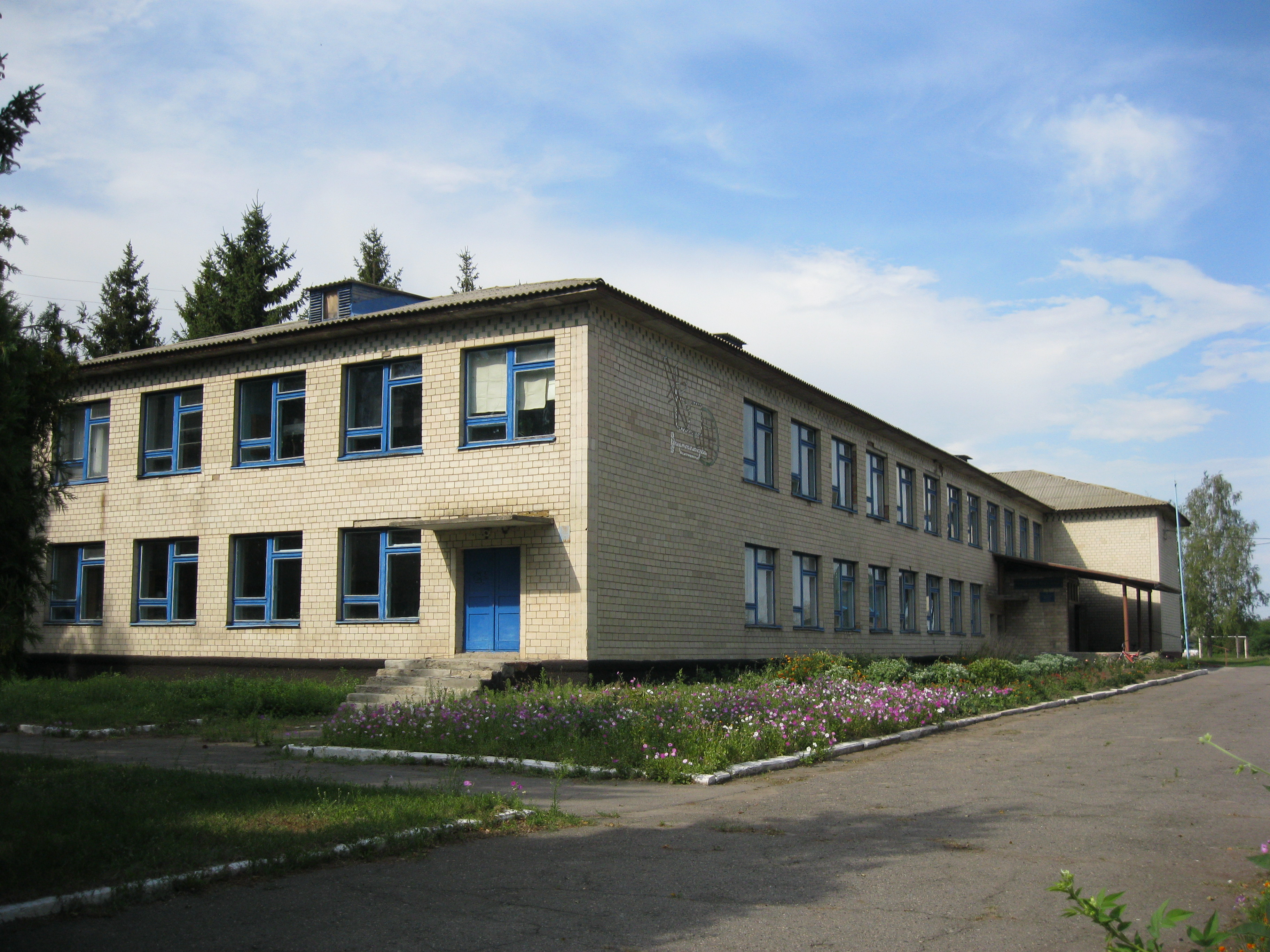
Школа
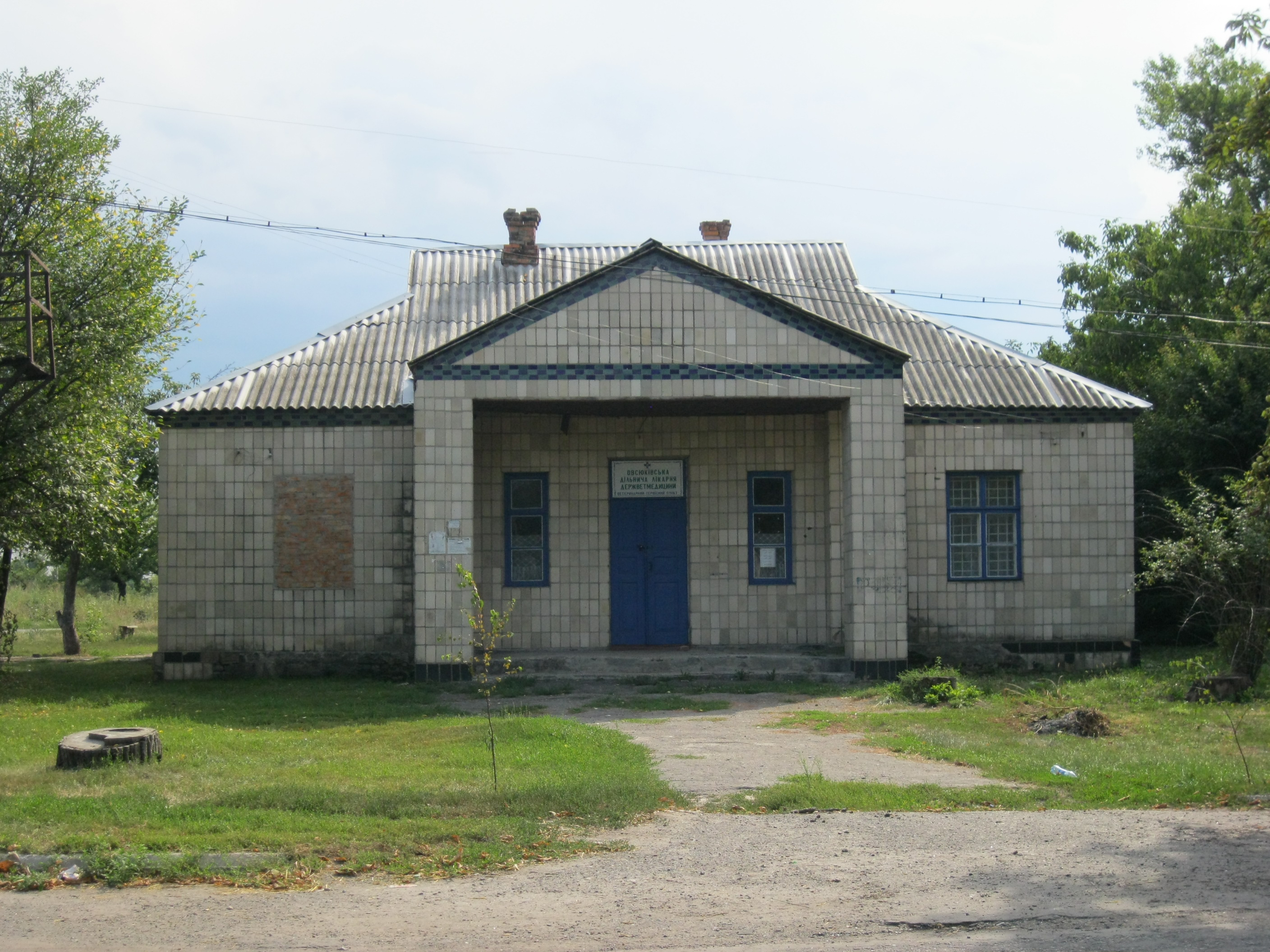
Ветеринарний пункт